# Булынин, Иван Анисимович
Иван Анисимович Булынин (10 января 1925, Довольное, Сибирский край — 10 декабря 2020, Алма-Ата) — токарь Алма-Атинского машиностроительного завода имени С. М. Кирова Министерства судостроительной промышленности СССР, Казахская ССР. Герой Социалистического Труда (1976). Депутат Верховного Совета Казахской ССР 10-го созыва.

## Биография
Родился в 1925 году в крестьянской семье в селе Довольное. В последующем его семья переехала в Илийский район Алма-Атинской области. В январе 1943 года призван в Красную Армию по мобилизации. Участвовал в Великой Отечественной войне. Военную службу проходил пулемётчиком 211-го отдельного пулемётного батальона 109-го Иманского укреплённого района 35-й Армии Дальневосточного фронта. В августе 1945 года участвовал во взятии Хутоуского укрепрайона Квантунской Армии. После демобилизации в звании сержанта проживал в Алма-Ате, где трудился токарем на секретном заводе № 175 (позднее — Алма-Атинский машиностроительный завод имени С. М. Кирова), выпускавшем военную продукция для Военно-Морского флота СССР.
Ежегодно показывал высокие трудовые результаты. В 1970 году был награждён Орденом «Знак Почёта». Досрочно выполнил плановые задания и социалистические обязательства Девятой пятилетки (1971—1975). Указом Президиума Верховного Совета СССР («закрытым») от 29 марта 1976 года удостоен звания Героя Социалистического Труда с вручением ордена Ленина и золотой медали «Серп и Молот» (№ 17711).
Избирался депутатом Верховного Совета ССР 10-го созыва (1980—1985) от городского избирательного Промышленного округа Алма-Аты.
Трудился на заводе до выхода на пенсию. С 1985 года — персональный пенсионер союзного значения. Проживает в Алма-Ате.
Награды
- Герой Социалистического Труда
- Орден Ленина
- Орден Отечественной войны 2 степени (11.03.1985)
- Орден «Знак Почёта» (06.04.1970)
- Медаль «За отвагу» (29.09.1945)